# Torneig de Varsòvia
L'Orange Open de Varsòvia (anteriorment Orange Prokom Open de Sopot) és el torneig de tennis més important es disputa a Polònia dins del calendari de l'ATP. El torneig es va inaugurar l'any 1992 com a challenger, i a partir del 2001 va entrar en el circuit professional. L'any 2008 es va traslladar la seu a Varsòvia i es continua jugant sobre terra batuda.

## Resultats individuals masculins
| Any  | Campió            | Finalista        | Resultat         |
| ---- | ----------------- | ---------------- | ---------------- |
| 2007 | Tommy Robredo     | José Acasuso     | 7-5, 6-0         |
| 2006 | Nikolai Davidenko | Florian Mayer    | 7-6(6), 5-7, 6-4 |
| 2005 | Gael Monfils      | Florian Mayer    | 7-6(6), 4-6, 7-5 |
| 2004 | Rafael Nadal      | José Acasuso     | 6-3, 6-4         |
| 2003 | Guillermo Coria   | David Ferrer     | 7-5, 6-1         |
| 2002 | José Acasuso      | Franco Squillari | 2-6, 6-1, 6-3    |
| 2001 | Tommy Robredo     | Albert Portas    | 1-6, 7-5, 7-6(2) |

## Resultats dobles
| Any  | Campions            | Campions         | Finalistes       | Finalistes            | Resultat         |
| ---- | ------------------- | ---------------- | ---------------- | --------------------- | ---------------- |
| 2007 | Mariusz Fyrstenberg | Marcin Matkowski | Sebastián Prieto | Martín Alberto García | 6-1, 6-1         |
| 2006 | Frantisek Cermak    | Leos Friedl      | Sebastián Prieto | Martín Alberto García | 6-3, 7-5         |
| 2005 | Mariusz Fyrstenberg | Marcin Matkowski | Sebastián Prieto | Lucas Arnold Ker      | 7-6(7), 6-4      |
| 2004 | Frantisek Cermak    | Leos Friedl      | Sebastián Prieto | Martín Alberto García | 2-6, 6-2, 6-3    |
| 2003 | Mariusz Fyrstenberg | Marcin Matkowski | Frantisek Cermak | Leos Friedl           | 6-4, 6-7(7), 6-3 |
| 2002 | Frantisek Cermak    | Leos Friedl      | Jeff Coetzee     | Nathan Healey         | 7-5 7-5          |
| 2001 | Paul Hanley         | Nathan Healey    | Irakli Labadze   | Attila Savolt         | 7-6(10) 6-2      |